# Лесников, Иван Алексеевич
Иван Алексеевич Лесников (13 января 1941, Родаково) — советский футболист, защитник. Мастер спорта СССР.
С 1958 года играл за юношескую команду «Трудовые Резервы» Луганск. В марте — мае 1961 — в составе «Строителя» Запорожье. В июне перешёл в ленинградское «Динамо», за которое в первой (1962—1963) и второй (1964—1965) группе класса «А» провёл 53 игры. В 1966—1967 годах играл за «Строитель» Уфа, в 1968 за «Авангард» Желтые Воды, в декабре 1968 перешёл в «Автомобилист» Житомир, где был по март 1969. Сезон 1969 провёл в «Энергии» Новая Каховка, 1970 год в команде класса «Б» «Север» Мурманск.
В 1971—1979 играл за команду ленинградского ЦНИИ технологии судостроения «Шторм».